# Isaac Isitan
Isaac Isitan (* in der Türkei) ist ein kanadischer Dokumentarfilm-Regisseur.

## Leben und Werk
Isaac Isitan wurde in der Türkei geboren. Er studierte Jura an der Universität Istanbul, gründete das Filmkollektiv „Cinema of the People“ und produzierte zahlreiche Filme. Von 1978 bis 1980 arbeitete er als ABC-Korrespondent im Mittleren Osten. Seit 1980 lebt er in Kanada. Dort hat er Dokumentarfilme und zahlreiche Reportagen für CBC und private Fernsehsender produziert.

## Filmografie
- 1976: Une calamité naturelle
- 1977: Le massacre du 1er mai '77
- 1977: La résistance du 2 septembre
- 1978: Kahramanmarash accuse
- 1984: Les garderies qu'on veut, co-réalisatrice mit Carole Poliquin
- 1988: L'hypnose, reportage, co-réalisatrice mit Carole Poliquin
- 1991: Le vaudou
- 1993: L'arbre du retour
- 1997: Par tous les moyens nécessaires
- 1999: Gangs, la loi de la rue
- 2003: L'argent
- 2008: Les femmes de la Brukman